# Pectus carinatum
 Mise en garde médicale
Le Pectus Carinatum, également appelé thorax en carène ou thorax en bréchet, est une déformation du thorax caractérisée par une projection vers l'avant (protrusion) du sternum. C'est l'inverse du Pectus Excavatum. Plus rare, il est, comme lui, consécutif à un excès de longueur des cartilages chondro-sternaux. Il existe enfin une forme particulière de protrusion haute du sternum, intitulée « pectus arcuatum », encore plus rare.

## Statistiques
Selon les données de la littérature médicale, le Pectus Carinatum est 6 fois moins fréquent que le Pectus Excavatum, soit 1/2 400 naissances . Comme le Pectus Excavatum, il est très fréquent dans le syndrome de Marfan, qui doit être systématiquement évoqué et recherché en présence d'un Pectus Carinatum.

## Causes
Les cartilages costaux se développent de façon excessive, ce qui va repousser le  sternum vers l'avant en formant un « thorax en carène ».

## Évolution
Le Pectus Carinatum peut être présent dès la naissance et peut s'améliorer ou disparaît dans deux tiers des cas au cours de la première année de vie. Il s'aggrave lors de la poussée de croissance prépubertaire.
 Il peut également s'aggraver après fracture et provoquer une tension abusive du diaphragme. L'ablation de l'apophyse sternale, peu intrusive, est alors salutaire contre des troubles respiratoires difficiles à identifier et qui peuvent provoquer une dérive sociale : errance diagnostique ou, encore plus grave, suspicion d'hypocondrie.

## Impact psychologique et physique
Cette déformation a un impact uniquement esthétique et, contrairement au Pectus Excavatum, n'a aucun retentissement sur la fonction respiratoire et cardio-circulatoire.
L'impact psychologique du Pectus Carinatum, en particulier chez les adolescents, peut être très important et entraîner des complexes lors de situations où le torse est exposé (plage, piscine...). Il est même visible à travers un t-shirt.

## Traitements

### Chirurgie

#### Ravitch
Cette technique est la plus classique. Elle consiste en l'ablation des cartilages de longueur excessive, en laissant en place les étuis cartilagineux (périchondre), ce qui permet au sternum de se repositionner en arrière. À partir des étuis de périchondre se reconstituent en quelques semaines des « néocartilages » ossifiés, de bonne longueur et en bonne position. Lorsque la déformation est importante, il est nécessaire d'associer une section partielle transversale de la partie haute du sternum, afin de le repositionner en arrière. Une stabilisation par attelle métallique est inutile. Les résultats sont satisfaisants dans 98 % des cas.

### Orthopédique
Il est possible d'assurer la correction progressive du Pectus Carinatum, par compression externe dynamique. Ce traitement est efficace, bien qu'il soit préférable de l'effectuer avant la puberté. L'efficacité de ce traitement est liée à la rigidité du thorax mesurée par une variable PIC (Pressure for Initial Correction), d'unité PSI (pounds per square inch), qui augmente avec l'âge. Le traitement orthopédique ne serait proposé que si PIC <9 (PSI). L'effet d'un traitement par brassière chez les adultes reste cependant encore un sujet de recherche.